# Westlotiana
Westlothiana lizziae – karboński płaz, żyjący 350 milionów lat temu. Odkryty został w roku 1984 w Bathgate, mieście leżącym w szkockim dystrykcie West Lothian. Cechy szkieletu westlothiany, zwłaszcza czaszka oraz kręgosłup, które do złudzenia przypominały szkielet gada, stały się powodem uznania zwierzęcia za pierwszego w historii Ziemi przedstawiciela tej gromady. Co za tym idzie, westlothiana przez pewien czas uchodziła za najwcześniejszego znanego owodniowca. Obecnie pogląd na jej temat jest odmienny. Według niektórych badaczy, była ona płazem należącym do spokrewnionej z owodniowcami grupy reptiliomorpha. Inni natomiast twierdzą, że tak nie jest, a westlothiana należy w istocie do dość prymitywnych płazów. W każdym razie, status pierwszego znanego gada przypada górnokarbońskiemu hylonomusowi. 

Dane: Czas: Karbon, 350 mln lat temu 
 Występowanie: Europa 
 Długość: ok. 30 cm